# Andullation
Andullation är en massagemetod inom alternativmedicin som bygger på vibrationsterapi, i vissa fall kombinerat med infraröd strålning.

## Historia
De första studierna om effekterna av vibrationer gjordes redan 1880 genom en vibrerande stol för behandling av parkinsons sjukdom.

## Verkan
Studier av andullationens effekt på människokroppen har gjorts i flera länder, inklusive Sverige. Den sammanlagda gruppen undersökta personer uppgår till cirka 103 500 personer. 
Något accepterat vetenskapligt stöd för metoden saknas dock.

## Grunder
Idén bygger på den ej bekräftade teorin att vibrationer stimulerar kroppens olika celler i deras metaboliska funktion, när cellen kommer i resonans vid en viss frekvens. Effekten påstås förstärkas genom värme från samtidig infraröd strålning (IR), vilket dock motsägs av att IR bara kan tränga in max några mm.
De mest effektiva vibrationsfrekvenserna uppges ligga inom området 20 till 115 Hz med amplituder inom området 0,3 till 1 mm. Undersökningar har gjorts även vid frekvenser utanför det området, men där är verkan mindre tydlig.
Flera metoder används för behandlingen:
- Patienten ligger på en speciell massagebänk utrustad med vibratorer och IR-lampor vid ett antal ställen mot den liggande patientens kropp.
- En vibrator fästs på massörens arm varvid vibrationerna överförs till patienten via handen, när massören för sin hand över de kroppsdelar, som ska behandlas.